# 톤콘틴 국제공항

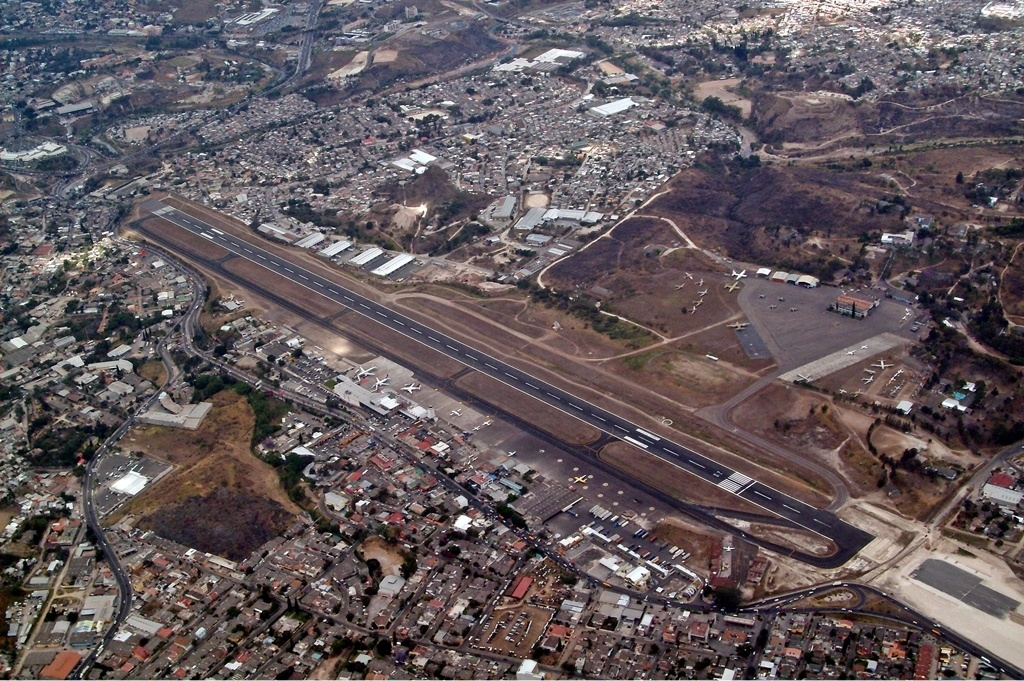

톤콘틴 국제공항(Toncontin International Airport, IATA: TGU, ICAO: MHTG, Teniente Coronel Hernán Acosta Mejía Airport)은 온두라스 테구시갈파의 중심부에서 6킬로미터 지점에 윙치한 민간, 군사용 공항이다.
히스토리 채널 프로그램의 가장 극단적인 공항(Most Extreme Airports)에 따르면 세계에서 2번째로 극단적인 공항으로 순위를 올렸다. 이 공항에 접근하는 것은 모든 항공기에게 특히 날씨 상태가 좋지 못하면 세계에서 가장 어려운 공항 가운데 하나로 인식된다.